# 1 E12 s
- 1012 s 미만
- 1012초 -- 약 3만 1709년

- 90,000년 -- Y-염색체 아담의 추정 연대.
- 150,000년 -- 미토콘드리아 이브의 추정 연대.
- 159,200년 -- 우라늄-233의 반감기.
- 300,000년 -- 호모 사피엔스가 호모 에렉투스로부터 갈라지고 나서 흐른 시간.

- 1013 s 이상

## 같이 보기
- 시간의 비교
- 우주의 역사